# Lovište
Lovište ist ein kleines Dorf am westlichen Ende der Halbinsel Pelješac in Kroatien mit etwa 250 Einwohnern, das zur Gemeinde Orebić gehört. Durch natürliche Buchten und Strände und aufgrund der vielen Sonnenstunden (bis zu 3000 pro Jahr) ist es für viele Touristen als Ziel für einen Badeurlaub attraktiv.
Im Bereich von Lovište sind die Berge nicht höher als zweihundert Meter, anders als sonst auf der Halbinsel Pelješac.  Lovište hat ein mediterranes Klima mit trockenen und heißen Sommern und Wassertemperaturen bis zu 26 °C im Juli und August, die Winter sind mild und feucht, die Temperatur sinkt gewöhnlich nicht unter fünf Grad.
Der Ort liegt in der Nähe von archäologischen Stätten wie der Nakovana-Höhle und von mittelalterlichen Dörfern. Wirtschaftliche Grundlage für den typischen Mittelmeer-Ort sind traditionell Fischerei und Landwirtschaft; der Tourismus gewinnt jedoch zunehmend an Bedeutung.

## Weblinks

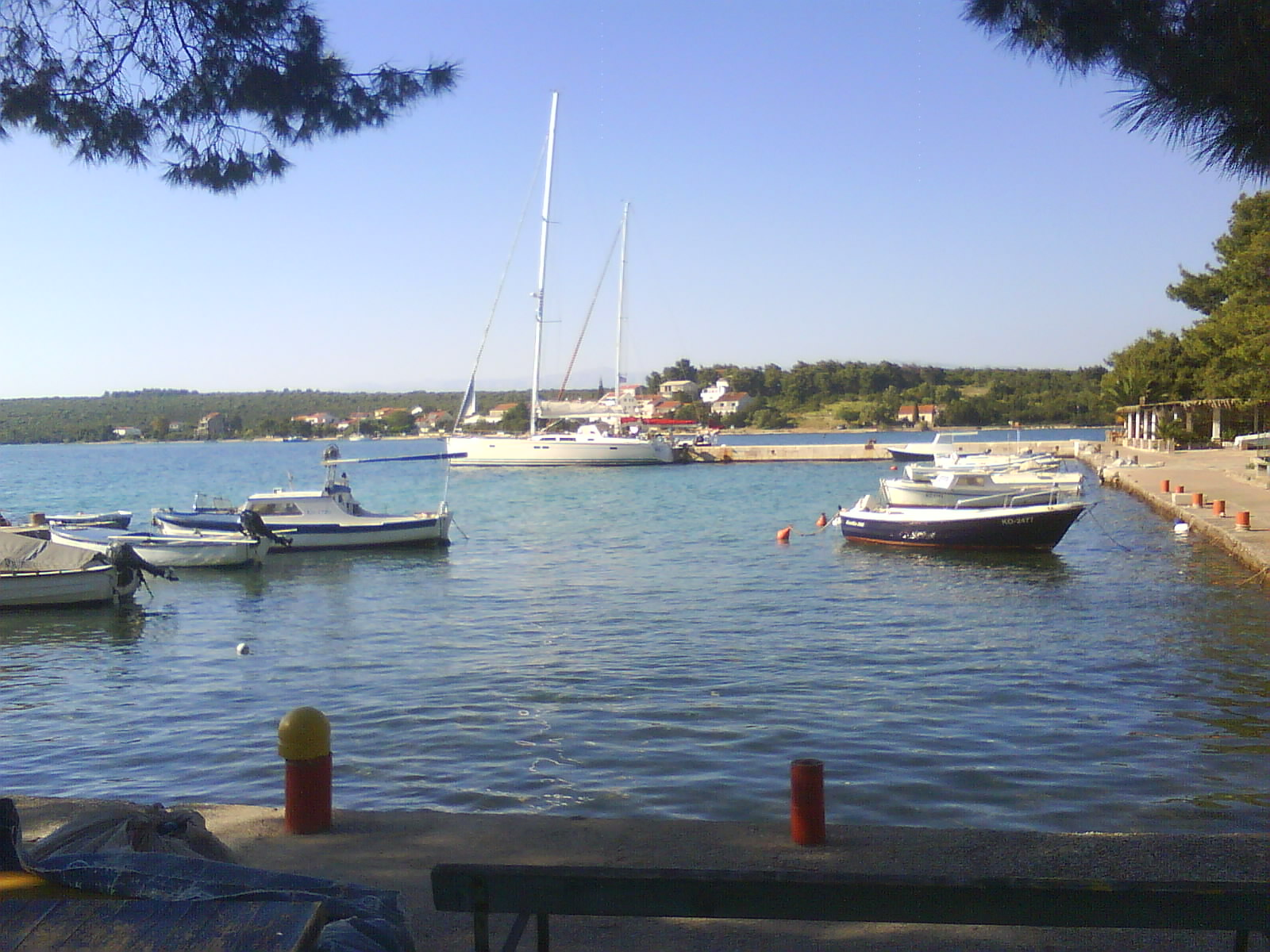
Hafen Lovište